# Modelo de día
Modelo de día (título original: Model by Day) es un telefilme de acción de 1994 dirigido por Christian Duguay y protagonizado por Famke Janssen, Stephen Shellen y Clark Johnson. Está basado en un cómic independiente de tinte erótico creado por de Kevin J. Taylor.

## Argumento
Lex es una mujer muy sexy que trabaja como modelo desfilando por diversas pasarelas durante el día. Sin embargo, durante la noche, ella cambia totalmente su forma de ser. Entonces ella se dedica a realizar una serie de lecciones de artes marciales instruida en todo momento por su mentor, aprovechando la oscuridad para pasar desapercibida y así evitar llamar la atención entre la gente. Las lecciones de su maestro son muy productivas, por lo que en poco tiempo la joven se convierte en una valerosa luchadora.
La vida de la protagonista transcurre así de forma normal, estando realmente ocupada debido a la ajetreada rutina que mantiene en su día a día. Aun así, la trama da un giro radical cuando descubre que su compañera de mayor confianza ha sido víctima de un intento de agresión, un hecho que cambia por completo su mentalidad y su manera de actuar.

## Reparto
| Actor           | Personaje             |
| --------------- | --------------------- |
| Famke Janssen   | Lex / Lady X          |
| Stephen Shellen | Teniente Eddie Walker |
| Clark Johnson   | Maestro Chang         |
| Traci Lind      | Jae                   |
| Kim Coates      | Tommy Nolan           |
| Nigel Bennett   | Nicholai              |
| Von Flores      | Johnny Lee            |
| David Hemblen   | Capitán               |
| Shannon Tweed   | Shannon               |
| Sean Young      | Mercedes              |

## Recepción
Hoy en día el telefilme ha sido valorado en portales cinematográficos. En IMDb, con 487 votos registrados, este telefilme obtiene una media ponderada de 4,6 sobre 10. En cuanto a Rotten Tomatoes, los más de 50 votos registrados en el portal le dieron una valoración media de 2,8 de 5. También cabe destacar, que en La Vanguardia los usuarios le dieron a la película una aprobación del 30%.